# Court McGee
Courtney Scott McGee (Layton, 12 de diciembre de 1984) es un artista marcial mixto estadounidense que actualmente compite en la categoría de peso wélter en Ultimate Fighting Championship. Fue el ganador del The Ultimate Fighter: Team Liddell vs. Team Ortiz de peso medio.

## Carrera en artes marciales mixtas

### Ultimate Fighting Championship
McGee se enfrentó a Ryan Jensen el 23 de octubre de 2010 en UFC 121. McGee ganó la pelea por sumisión en la tercera ronda.
McGee se enfrentó a Dongi Yang el 17 de septiembre de 2011 en UFC Fight Night 25. McGee ganó la pelea por decisión unánime.
McGee se enfrentó a Costa Philippou el 3 de marzo de 2012 en FC on FX 2. McGee perdió la pelea por decisión unánime.
McGee se enfrentó a Nick Ring el 21 de julio de 2012 en UFC 149. McGee perdió la pelea por decisión unánime.
McGee se enfrentó a Josh Neer el 23 de febrero de 2013 en UFC 157. McGee ganó la pelea por decisión unánime.
McGee se enfrentó al ganador del The Ultimate Fighter: The Smashes Robert Whittaker el 28 de agosto de 2013 en UFC Fight Night 27. McGee derrotó a Whittaker por decisión dividida.
McGee se enfrentó a Ryan LaFlare el 14 de diciembre de 2013 en UFC on Fox 9. McGee perdió la pelea por decisión unánime.
El 12 de diciembre de 2015, McGee se enfrentó a Márcio Alexandre Jr. en UFC 194. McGee ganó la pelea por decisión unánime.
El 16 de abril de 2016, McGee se enfrentó a Santiago Ponzinibbio en UFC on Fox 19. McGee perdió la pelea por nocaut técnico en la primera ronda.
McGee se enfrentó a Dominique Steele el 6 de agosto de 2016 en UFC Fight Night 92. Ganó la pelea por decisión unánime.
McGee se enfrentó a Ben Saunders el 15 de enero de 2017 en UFC Fight Night 103. Perdió la pelea por decisión unánime.
McGee se enfrentó a Sean Strickland el 11 de noviembre de 2017 en UFC Fight Night 120. Esta pelea fue anunciada inicialmente como empate mayoritario con puntuaciones de 30-27, 29-29, 29-29. Después de la pelea, se reveló que hubo un error en el cálculo de los cuadros de mando de los jueces y Strickland fue declarado ganador por decisión unánime.

## Vida personal
McGee y su esposa Chelsea tienen dos hijos, Isaac y Crew Charles. El nombre del segundo hijo fue tomado del amigo y entrenador de McGee de The Ultimate Fighter, el primer nombre de Chuck Liddell.
Desde abril de 2006, McGee utiliza su historia para animar a aquellos que pueden pelear.

## Campeonatos y logros
- Ultimate Fighting Championship
  - Ganador de The Ultimate Fighter 11 de Peso Medio[18]
  - Sumisión de la Noche (Una vez)[18]

## Récord en artes marciales mixtas
| Resultado | Récord | Oponente             | Método                        | Evento                                   | Fecha                    | Ronda | Tiempo | Localización             | Notas                                                             |
| --------- | ------ | -------------------- | ----------------------------- | ---------------------------------------- | ------------------------ | ----- | ------ | ------------------------ | ----------------------------------------------------------------- |
| Victoria  | 21-10  | Ramiz Brahimaj       | Decisión (unánime)            | UFC on ESPN: Kattar vs. Chikadze         | 15 de enero de 2022      | 3     | 5:00   | Enterprise, Nevada       |                                                                   |
| Victoria  | 20-10  | Cláudio Silva        | Decisión (unánime)            | UFC Fight Night: Font vs. Garbrandt      | 22 de mayo de 2021       | 3     | 5:00   | Enterprise, Nevada       |                                                                   |
| Derrota   | 19–10  | Carlos Condit        | Decisión (unánime)            | UFC on ESPN: Holm vs. Aldana             | 3 de octubre de 2020     | 3     | 5:00   | Abu Dabi                 |                                                                   |
| Derrota   | 19–9   | Sean Brady           | Decisión (unánime)            | UFC on ESPN: Reyes vs. Weidman           | 18 de octubre de 2019    | 3     | 5:00   | Boston, Massachusetts    |                                                                   |
| Derrota   | 19–8   | Dhiego Lima          | Decisión (dividida)           | UFC Fight Night: Jacaré vs. Hermansson   | 27 de abril de 2019      | 3     | 5:00   | Sunrise, Florida         |                                                                   |
| Victoria  | 19–7   | Alex Garcia          | Decisión (unánime)            | UFC Fight Night: Volkan vs. Smith        | 27 de octubre de 2018    | 3     | 5:00   | Moncton, Nuevo Brunswick |                                                                   |
| Derrota   | 18–7   | Sean Strickland      | Decisión (unánime)            | UFC Fight Night: Poirier vs. Pettis      | 11 de noviembre de 2017  | 3     | 5:00   | Norfolk, Virginia        | Originalmente empate. Después cambiado a unánime para Strickland. |
| Derrota   | 18–6   | Ben Saunders         | Decisión (unánime)            | UFC Fight Night: Rodríguez vs. Penn      | 15 de enero de 2017      | 3     | 5:00   | Phoenix, Arizona         |                                                                   |
| Victoria  | 18–5   | Dominique Steele     | Decisión (unánime)            | UFC Fight Night: Rodríguez vs. Caceres   | 6 de agosto de 2016      | 3     | 5:00   | Salt Lake City, Utah     |                                                                   |
| Derrota   | 17–5   | Santiago Ponzinibbio | TKO (golpes)                  | UFC on Fox: Teixeira vs. Evans           | 16 de abril de 2016      | 1     | 4:15   | Tampa, Florida           |                                                                   |
| Victoria  | 17–4   | Márcio Alexandre Jr. | Decisión (unánime)            | UFC 194                                  | 12 de diciembre de 2015  | 3     | 5:00   | Las Vegas, Nevada        |                                                                   |
| Derrota   | 16–4   | Ryan LaFlare         | Decisión (unánime)            | UFC on Fox: Johnson vs. Benavidez 2      | 14 de diciembre de 2013  | 3     | 5:00   | Sacramento, California   |                                                                   |
| Victoria  | 16–3   | Robert Whittaker     | Decisión (dividida)           | UFC Fight Night: Condit vs. Kampmann 2   | 28 de agosto de 2013     | 3     | 5:00   | Indianápolis, Indiana    |                                                                   |
| Victoria  | 15–3   | Josh Neer            | Decisión (unánime)            | UFC 157                                  | 23 de febrero de 2013    | 3     | 5:00   | Anaheim, California      |                                                                   |
| Derrota   | 14–3   | Nick Ring            | Decisión (unánime)            | UFC 149                                  | 21 de julio de 2012      | 3     | 5:00   | Calgary                  |                                                                   |
| Derrota   | 14–2   | Costa Philippou      | Decisión (unánime)            | UFC on FX: Alves vs. Kampmann            | 3 de marzo de 2012       | 3     | 5:00   | Sídney                   |                                                                   |
| Victoria  | 14–1   | Dongi Yang           | Decisión (unánime)            | UFC Fight Night: Shields vs. Ellenberger | 17 de septiembre de 2011 | 3     | 5:00   | Nueva Orleans, Luisiana  |                                                                   |
| Victoria  | 13–1   | Ryan Jensen          | Sumisión (arm-triangle choke) | UFC 121                                  | 23 de octubre de 2010    | 3     | 1:21   | Anaheim, California      |                                                                   |
| Victoria  | 12–1   | Kris McCray          | Sumisión (rear-naked choke)   | The Ultimate Fighter 11 Finale           | 19 de junio de 2010      | 2     | 3:41   | Las Vegas, Nevada        | Ganó el TUF 11; Sumisión de la Noche.                             |
| Victoria  | 11–1   | Dayle Jarvis         | TKO (golpes)                  | XC: Xtreme Combat                        | 18 de julio de 2009      | 1     | 3:47   | Richfield, Utah          |                                                                   |
| Victoria  | 10–1   | Isidro Gonzalez      | Decisión (unánime)            | Throwdown Showdown 2: The Return         | 26 de septiembre de 2008 | 1     | 3:06   | Orem, Utah               |                                                                   |
| Victoria  | 9–1    | Hank Weiss           | Decisión (unánime)            | JHEFN 2                                  | 17 de mayo de 2008       | 3     | 5:00   | Salt Lake City, Utah     |                                                                   |
| Victoria  | 8–1    | Chad Maheau          | TKO (golpes)                  | Kraze in the Cage: Chapter 7, Vol. 2     | 22 de marzo de 2008      | 1     | 0:00   | Rock Springs, Wyoming    |                                                                   |
| Victoria  | 7–1    | Clint Riser          | Sumisión (golpes)             | Kraze in the Cage: Chapter 7, Vol. 1     | 26 de enero de 2008      | 1     | 0:00   | Rock Springs, Wyoming    |                                                                   |
| Derrota   | 6–1    | Jeremy Horn          | Decisión (unánime)            | UCE-Round 28-Worlds Collide              | 1 de diciembre de 2007   | 3     | 5:00   | Salt Lake City, Utah     |                                                                   |
| Victoria  | 6–0    | Justin Ellison       | Sumisión (golpes)             | CFC 3                                    | 10 de agosto de 2007     | 1     | 2:33   | Ogden, Utah              |                                                                   |
| Victoria  | 5–0    | DaMarques Johnson    | Sumisión (guillotine choke)   | UCE-Round 26-Finals                      | 16 de junio de 2007      | 3     | 1:50   | St. George, Utah         |                                                                   |
| Victoria  | 4–0    | Ben Fuimaono         | Sumisión (arm-triangle choke) | UCE-Round 26-Episode 9                   | 2 de junio de 2007       | 3     | 2:53   | Sandy, Utah              |                                                                   |
| Victoria  | 3–0    | Jarrett Kelton       | TKO (golpes)                  | UCE-Round 26-Episode 6                   | 12 de mayo de 2007       | 2     | 1:40   | Ogden, Utah              |                                                                   |
| Victoria  | 2–0    | Nick Rossborough     | Decisión (unánime)            | UCE-Round 26-Episode 3                   | 21 de abril de 2007      | 3     | 5:00   | Sandy, Utah              |                                                                   |
| Victoria  | 1–0    | Ry Stone             | Sumisión                      | BCP: Bush Cree Promotions                | 30 de marzo de 2007      | 2     | 1:06   | Grand Junction, Colorado |                                                                   |